# FAUR L45H形ディーゼル機関車

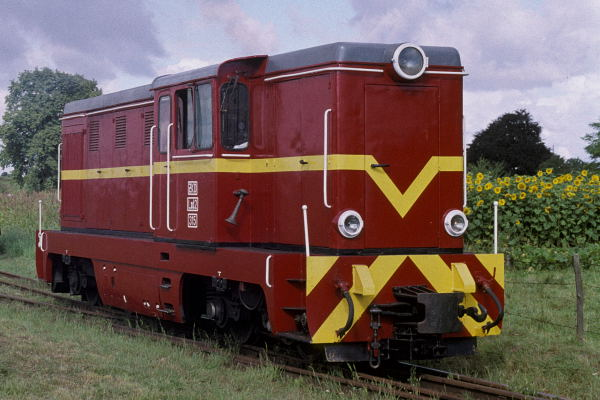
ポーランド、ウッチ県、ロゴウ狭軌鉄道博物館のLxd2形315号機

L45H形ディーゼル機関車は、ルーマニアのブカレストに所在するFAUR社（旧8月23日工場）で、1967年から1985年にかけて製作された液体変速式のディーゼル機関車である。複数の東ヨーロッパの鉄道事業者や工場で用いられた。軸配置はB’B’、全長は10240mmから10620mm、全高は3100mm、全幅は2300mm、自重は32.0tである。

## 各国のL45H形ディーゼル機関車
- ドイツ: 統一後のドイツには5両の750mm軌間用のL45H形が残っていた。うち3両はSDG (ザクセン蒸気鉄道会社) に所属しており健在である。
- フランス: コルシカ鉄道は2004年に1000mm軌間用のL45H形を計10両、購入した。急な勾配や気温の違いなどの問題のために、エンジンを換装して運用についている。
- オーストリア: オーストリア国鉄の狭軌線のひとつであるイップスタール線の保存鉄道用に、1両が中古で購入された。形式称号は2099.01とされた。
- ポーランド: ポーランド国鉄は、かつてL45H形を合計165両購入した。内訳は750mm軌間向けが111両、785mm軌間向けが25両、1000mm軌間向けが29両である。ポーランド国鉄での形式称号はLxd2形である。ディーゼルエンジンは基本的にはマイバッハの450馬力のものを搭載しているが、一部の機関車についてはヘンシェル製の505馬力のものに換装されている。
- ハンガリー: ハンガリー国鉄は1972年に10両を購入した。ハンガリーではMk45形と名づけられた。軌間は760mmで、6両がブダペスト子供鉄道で今も使用されている。